# Casa al carrer des Vigilant, 6 (Cadaqués)
Casa al carrer des Vigilant, 6 és un habitatge del municipi de Cadaqués (Alt Empordà) inclòs en l'Inventari del Patrimoni Arquitectònic de Catalunya.

## Descripció
Situada dins del nucli antic de la població de Cadaqués.
La composició neoclàssica conforma una simetria en la qual hi ha un mòdul central ben definit format per un arrebossat amb emmarcament del carreuat, i el portal d'entrada a la planta baixa. Els brancals i la llinda són de pedra tallada; hi ha un balcó a la primera planta, amb llosana allargada i formada per quatre peces de pedra.
Simètricament respecte al mòdul central es col·loquen els dos mòduls laterals, iguals, amb una finestra a la planta baixa, emmarcada per un portal amb brancals i llinda de peces de pedra tallada. En aquest cas, aquestes dues obertures s'ubiquen a diferent alçada donada la inclinació del carrer. Les coronen dues finestres balconeres al primer nivell. La façana és coronada per una barana amb balustrada que tanca la coberta, composta per l'alternança de massís i sèries de balustres.
El caràcter senyorial es posa de manifest per les proporcions de l'edifici i les dimensions de les obertures, així com per la riquesa de detalls i el tractament formal de cada element de les façanes. Cal destacar, les quatre mènsules esculpides que sostenen la llosana del balcó i els elements de ferro forjat, com la barana del mateix balcó i la protecció d'una finestra de la façana lateral. El revestiment de la façana principal està pintat en beige clar, amb carreuats emmarcats en el mòdul central, llis en els mòduls laterals, desaparegut en amplies zones de totes les façanes visibles.
La façana posterior, que dona accés al pati allargat, presenta, en el primer pis, una distribució diferent: dos mòduls quasi simètrics, contigus, i un tercer que marca la diferència. La separació ve donada per dues columnes, en mig relleu, que es perllonguen fins a tocar a la terrassa i queden coronades per un fris amb decoracions geomètriques. Dos finestrals de grans dimensions, d'arc de mig punt, estan separats per aquestes columnes. En l'últim mòdul, que marca una diferència, trobem una balconada d'arc de mig punt, amb una balustrada feta amb obra.

## Història
Casa burgesa neoclàssica, de la segona meitat del segle xix (1869).
El jardí que es perllonga respecte a la façana posterior de la casa del carrer Vigilant, 6 dona a la Riera de Sant Vicenç, així com tota la façana posterior del carrer Unió i altres edificis representatius com el del Teatre Art i Joia, i el de la Societat l'Amistat (Casino), formant part d'una unitat compositiva entre el nucli antic i la Riera de Sant Vicenç que cal preservar.